# Imre Bujdosó
Imre Bujdosó (ur. 12 lutego 1959 w Berettyóújfalu) – węgierski szermierz, szablista, dwukrotny medalista olimpijski i sześciokrotny medalista mistrzostw świata.
Na igrzyskach olimpijskich w Seulu w 1988 roku reprezentacja Węgier w składzie: György Nébald, Bence Szabó, Imre Bujdosó, Imre Gedővári i László Csongrádi zdobyła złoty medal w turnieju drużynowym. Indywidualnie zajął dziewiętnaste miejsce. Brał również udział w igrzyskach olimpijskich w Barcelonie w 1992 roku, wspólnie z Bence Szabó, Csabą Kövesem, Györgym Nébaldem i Imre Bujdosó zdobywając drużynowo srebrny medal. W zawodach indywidualnych tym razem nie startował.
Podczas mistrzostw świata w Rzymie w 1982 roku wspólnie z Imre Gedővárim, Pálem Gerevichem, Györgym Nébaldem i Zoltánem Nagyházim zdobył złoty medal w zawodach drużynowych. W tej samej konkurencji zdobywał następnie złote medale na mistrzostwach świata w Lyonie (1990) i mistrzostwach świata w Budapeszcie (1991), srebrne podczas mistrzostw świata w Wiedniu (1983) oraz brązowe na mistrzostwach świata w Barcelonie (1985) i mistrzostwach świata w Sofii (1986).
Jego córka, Alexandra Bujdoso, reprezentowała Niemcy w szermierce.

## Starty olimpijskie
Seul 1988
- szabla drużynowo -  złoto

Barcelona 1992
- szabla drużynowo -  srebro